# Serinus
Serinus és un dels gèneres d'ocells de la família dels fringíl·lids (Fringillidae). A les diferents temptatives que hi ha hagut per a classificar la família, habitualment s'ha inclòs una gran quantitat d'espècies dins el gènere Serinus (63 segons Clements 6a Edició), a més d'altres propers com ara Alario o Pseudochloroptila. Aquesta concentració d'espècies al gènere Serinus, ha sigut objecte de debat. Investigacions genètiques recents permeten suggerir que en realitat aquestes espècies es divideixen en dos clades principals (Serinus sensu stricto i Crithagra) separats per membres del gènere Carduelis, i que per tant deuen ser considerats com dos gèneres diferents.

## Taxonomia
Segons la classificació del IOC (versió 11.1, 2021) el gènere Serinus conté 8 espècies:
- Serinus pusillus - gafarró frontvermell.
- Serinus serinus - gafarró europeu.
- Serinus syriacus - gafarró de Síria.
- Serinus canaria - canari.
- Serinus canicollis - gafarró del Cap.
- Serinus flavivertex - gafarró de coroneta groga.
- Serinus nigriceps - gafarró capnegre.
- Serinus alario - gafarró alario.